# Partidul Verde European
Partidul Verde European (în engleză European Green Party, EGP) este un partid european ecologist, al patrulea partid transnațional ca reprezentare. Verzii colaborează strâns cu Alianța Liberă Europeană și formează împreună cu aceasta Grupul Verzilor/Alianța Liberă Europeană în Parlamentul European.

## Membrii
State în care un mebru (incl. candidat/asociat) există
     State în care un partid asociat există
     States în care un partid canidat există

State în care un mebru (incl. candidat/asociat) există
State în care un partid asociat există
States în care un partid canidat există

În luna mai a anului 2018, Partidul Verde European era alcătuit din 37 de membri deplini, 4 partide asociate, 3 partide candiate și 1 partid cu statut de aplicant.

### Membri deplini
| Țară              | Nume                                         | Europarlamentari | Parlamentari naționali |
| ----------------- | -------------------------------------------- | ---------------- | ---------------------- |
| Albania           | Partidul Verde                               | Non-UE           | -                      |
| Andorra           | Verzii Andorrei                              | Non-UE           | -                      |
| Austria           | Verzii – Alternativa Verde                   | 3 / 18           | 26 / 183               |
| Belgia            | Groen                                        | 1 / 12           | 6 / 102 13 / 213       |
| Belgia            | Ecolo                                        | 1 / 9            | 6 / 63 15 / 289        |
| Bulgaria          | Partidul Verde                               | -                | -                      |
| Bulgaria          | Verzii                                       | 1 / 17           | -                      |
| Cipru             | Mișcarea Ecologistă                          | -                | 2 / 56                 |
| Cehia             | Partidul Verde                               | -                | -                      |
| Danemarca         | Partidul Popular Socialist                   | 2 / 13           | 14 / 179               |
| Elveția           | Partidul Verde                               | Non-UE           | 28 / 200               |
| Estonia           | Verzii                                       | -                | -                      |
| Finlanda          | Liga Verde                                   | 2 / 13           | 20 / 200               |
| Franța            | Europe Écologie — Les Verts                  | 6 / 74           | 1 / 577                |
| Georgia           | Partidul Verde                               | Non-UE           | 6 / 150                |
| Germania          | Bündnis 90/Die Grünen                        | 21 / 96          | 67 / 709               |
| Grecia            | Verzii Ecologiști                            | -                | 0 / 300                |
| Italia            | Federația Verzilor                           | 1 / 73           | -                      |
| Italia            | Verzii                                       | -                | -                      |
| Irlanda           | Partidul Verde                               | 2 / 13           | 2 / 158                |
| Letonia           | Partidul Verde                               | -                | 6 / 100                |
| Lituania          | Partidul Verde                               | -                | 1 / 141                |
| Luxemburg         | Verzii                                       | 1 / 6            | 6 / 60                 |
| Macedonia de Nord | Renașterea Democratică a Macedoniei          | Non-UE           | 1 / 123                |
| Malta             | Alternativa Democratică                      | -                | -                      |
| Muntenegru        | Ujedinjena Reformska Akcija                  | Non-UE           | -                      |
| Norvegia          | Partidul Verde al Mediului                   | Non-UE           | 1 / 169                |
| Polonia           | Verzii                                       | -                | 3 / 460                |
| Portugalia        | Pessoas—Animais—Natureza                     | 1 / 21           | 4 / 230                |
| Portugalia        | Paritdul Ecologist — Verzii                  | -                | 2 / 230                |
| Regatul Unit      | Partidul Verde al Angliei și a Țării Galilor | 7 / 64           | 1 / 650 0 / 60         |
| Regatul Unit      | Partidul Verde al Irlandei de Nord           | 0 / 3            | 0 / 18 2 / 90          |
| Regatul Unit      | Partidul Verde al Scoției                    | 0 / 6            | 0 / 59 6 / 129         |
| Republica Moldova | Partidul Verde Ecologist                     | Non-UE           | -                      |
| România           | Partidul Verde                               | -                | -                      |
| Slovacia          | Partidul Verde                               | -                | -                      |
| Slovenia          | Partidul Tineretului — Verzii Europeni       | -                | -                      |
| Spania            | Equo                                         | 0 / 54           | 1 / 350                |
| Suedia            | Partidul Verde                               | 2 / 20           | 16 / 349               |
| Țările de Jos     | GroenLinks                                   | 3 / 26           | 14 / 150               |
| Ucraina           | Partidul Verzilor                            | Non-UE           | -                      |
| Ungaria           | Politica Poate Fi Diferită                   | 1 / 21           | 8 / 199                |

### Candidați
| Țară    | Nume                               | Europarlamentari | Parlamentari naționali |
| ------- | ---------------------------------- | ---------------- | ---------------------- |
| Croația | Dezvoltarea Sustenabilă a Croației | -                | -                      |
| Turcia  | Partidul Stângii Verzi             | Not in EU        | -                      |
| Surse   |                                    |                  |                        |

### Asociați

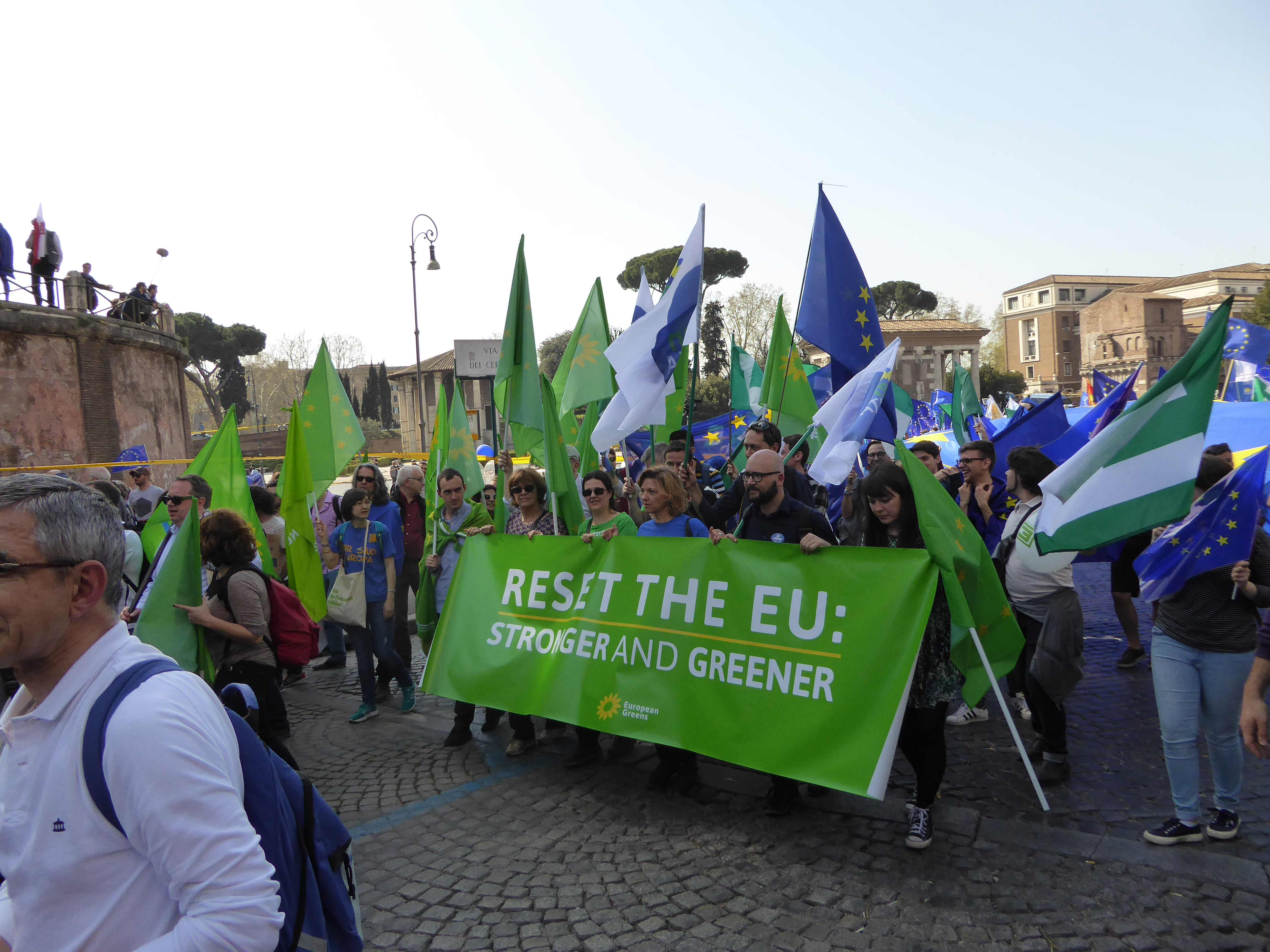
Protest proeuropean al Verzilor la Roma, 2017

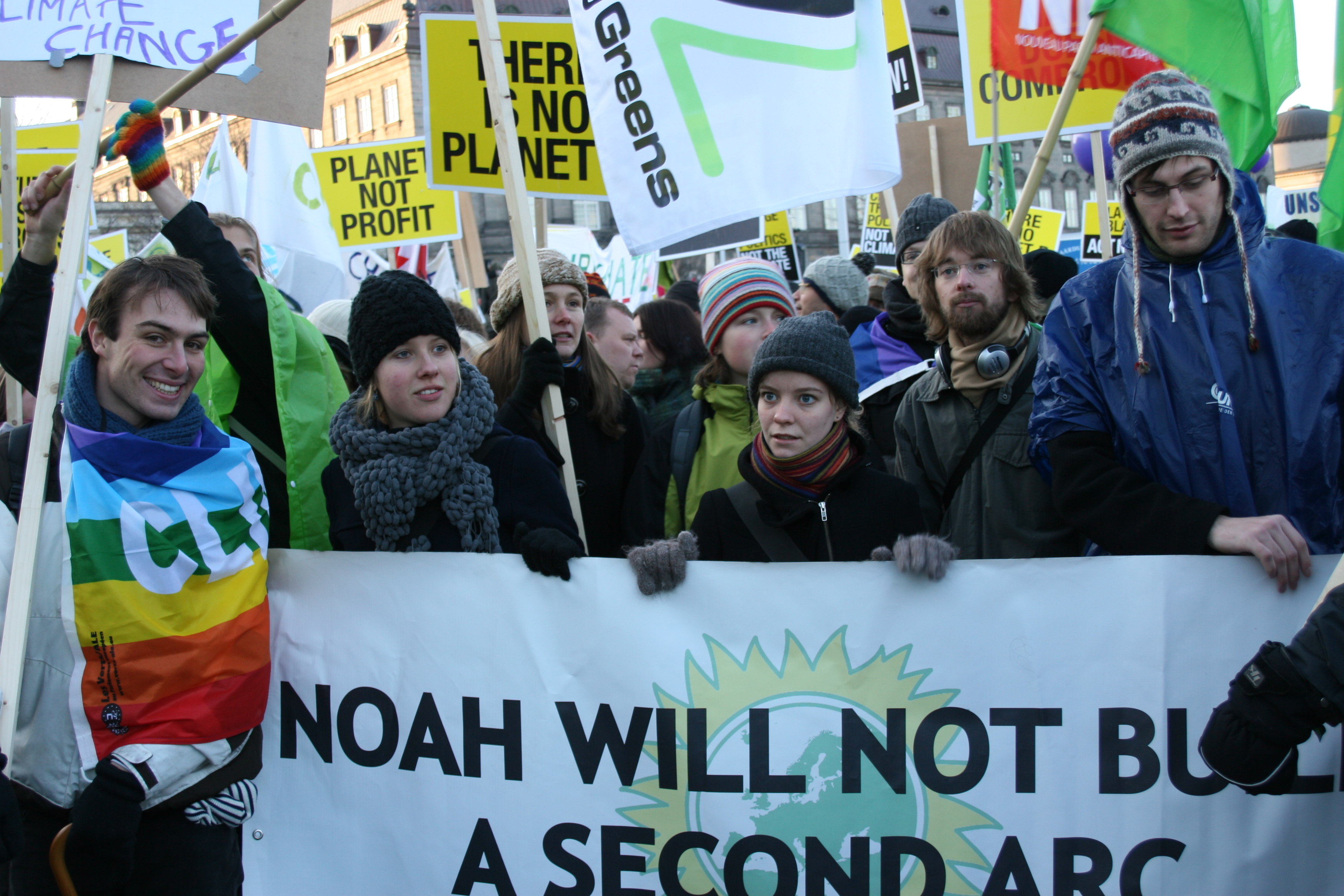
Demonstrație organizată de Federația Tinerilor Verzi Europeni la Copenhaga în timpul Summitului Climatic, 2009

| Țară        | Nume                           | Euroarlamentari | Parlamentari naționali |
| ----------- | ------------------------------ | --------------- | ---------------------- |
| Azerbaidjan | Partidul Verde                 | Non-UE          | -                      |
| Belarus     | Verzii                         | Non-UE          | -                      |
| Rusia       | Alternativa Civică Unită Verde | Non-UE          | -                      |
| Surse       |                                |                 |                        |

### Aplicanți
| Țară   | Nume   | Europarlamentari | Parlamentari naționali |
| ------ | ------ | ---------------- | ---------------------- |
| Serbia | Verzii | Non-UE           | 2 / 250                |

### Foști membri
Verzii Danemarcei (De Grønne) au fost dați afară din Partidul Verde European în anul 2008, deoarece De Grønne intenționa să colaboreze cu Mișcarea Populară anti-UE la alegerile europarlamentare, acest partid făcând parte din Grupul Stângii Europene în Parlamentul European și nu din Grupul Verzilor/Alianța Liberă Europeană.
La data de 13 mai 2012, Consiliul Partidului Verde European a dat afară din organizație Confederația Verzilor (Los Verdes) din Spania, după mai multe luni de negocieri, întrucât 13 din cele 16 partide care formau confederația s-au alăturat Equo.
Stânga Verde din Ungaria s-a retras pe 7 septembrie 2015 din cauze financiare.

## Legături externe
- Site oficial